# Chignik Lake (Alaska)
Chignik Lake (Alutiiq: Igyaraq) ist ein Ort und ein census-designated place (CDP) im Lake and Peninsula Borough in Alaska. Das U.S. Census Bureau hatte bei der Volkszählung 2020 eine Einwohnerzahl von 61 ermittelt.

## Geographie
Chignik Lake befindet sich im Südwesten von Alaska am Ostufer des gleichnamigen Sees unweit der Südküste der Alaska-Halbinsel. Der Ort liegt knapp 300 km südsüdwestlich von King Salmon sowie 745 km südwestlich von Anchorage. Nächstgelegene Orte sind Chignik Lagoon und Chignik, 15 km bzw. 22 km ostnordöstlich. Am westlichen Ortsrand von Chignik Lake befindet sich der Flugplatz Chignik Lake.

## Geschichte
Die heutige Bevölkerung von Chignik Lake sind Nachkommen von Aleuten, die an der Westküste der Alaska-Halbinsel wohnten. Im Jahr 1903 wurde der Ort von einer einzigen Familie zur Überwinterung genutzt, die in der restlichen Zeit nahe der Chignik Lagoon auf Fischfang gingen. Weitere Familien zogen von den Dörfern der Umgebung nach Chignik Lake, als dort Anfang der 1950er Jahre eine Schule eröffnet wurde. Die Bewohner von Chignik Lake pflegen ihre Alutiiq-Traditionen und leben von Subsistenzwirtschaft. Einen wichtiger Beitrag zur lokalen Wirtschaft liefert der kommerzielle Fischfang. Während den Sommermonaten verlässt ein Teil der Einwohner den Ort, um kommerziell Fische zu fangen oder in Fischverarbeitungsbetrieben in Chignik zu arbeiten. Der Ort verfügt über einen Flugplatz. Der Ort kann auch per Wasserflugzeug mit Landung im Chignik Lake erreicht werden. Eine 4 km lange Straße führt von Chignik Lake entlang dem Chignik River zu einer Bootsanlegestelle an dessen Mündung in die Chignik Lagoon, von wo aus die umliegenden Dörfer per Boot erreicht werden können.

## Demografie
Zum Zeitpunkt der Volkszählung im Jahre 2020 (U.S. Census 2020) hatte Chignik Lake 61 Einwohner auf einer Landfläche von 32,22 km². Von den Einwohnern waren 4 Weiße sowie 55 Indigene. Beim Zensus 2000 lebten 145 Einwohner in Chignik Lake, 2010 waren es 73. Somit war die Bevölkerungsentwicklung der letzten Jahre rückläufig.